# Elif Shafak
Elif Shafak (Strasbourg, 1971. október 25. –) brit-török írónő (Elif Bilgin néven) Törökországban az egyik legolvasottabb író, külföldön pedig az egyik legismertebb török író. Műveit több mint 50 nyelvre fordították le.

## Élete
Elif Shafak Atayman Şafak diplomata és Nuri Bilgin szociológiaprofesszor (1948-2015) lányaként többek között Madridban és Ammánban nőtt fel. Miután szülei elváltak, édesanyjával együtt a nagymamájához költözött Ankarába, az ankarai Közel-keleti Műszaki Egyetemen tanult nemzetközi kapcsolatokat, majd a Nemek és nők tanulmányaiból szerzett mesterdiplomát A nőiség dekonstrukciója a heterodox dervisek ciklikus értelmezése mentén az iszlámban című szakdolgozatával, és ugyanezen az egyetemen doktorált politikatudományból A török modernitás elemzése a maszkulinitás diskurzusain keresztül című munkájával. 2005-ben a berlini Wissenschaftskolleg nyugat-keleti diván programjának ösztöndíjasa volt. 2006-tól a tucsoni Arizonai Egyetem Közel-Kelet Tanszékének vendégtanáraként dolgozott. Shafak számos törökországi, amerikai és egyesült királyságbeli egyetemen tanított, többek között az Oxfordi Egyetem St Anne's College-jában, ahol tiszteletbeli ösztöndíjas. A Bard College-ban humán irodalomból doktorált.

## Munkái
Elif Shafak a Kem Gözlere Anadolu című, 1994-ben megjelent elbeszélésével debütált irodalmi pályafutása során. Első regénye, a Pinhan 1997-ben jelent meg, a következő évben pedig elnyerte a Dzsalál ad-Dín Rúmí perzsa misztikusról elnevezett Mevlana-díjat, amelyet az iszlám misztika területén született művekért ítélnek oda. Az első áttörést a Şehrin Aynaları (A város tükre) című regénye hozta meg számára, amelyért 2000-ben elnyerte a Török Írószövetség díját.
A 2006-ban angolul megjelent The Bastard of Istanbul című regényének témái heves reakciókat váltottak ki hazájában, és a török igazságszolgáltatás figyelmét is felkeltették. 2006 szeptemberében a török igazságszolgáltatás úgy döntött, hogy a regény kritizált passzusai a török büntető törvénykönyv 301. cikkének (3) bekezdése alapján jogszerűek, mivel - mint az ítélet indoklásában olvasható - "a kritikai szándékkal megfogalmazott véleménynyilvánítások nem minősülnek bűncselekménynek." Elif Shafak a következőképpen nyilatkozott:
"Hazugság lenne azt állítani, hogy mindez nem hatott rám. Törökországban minden újságíró vagy szerző tisztában van azzal, hogy egyetlen cikk (...) elég ahhoz, hogy lecsukjanak. A regényeimben azonban soha nem vagyok óvatos." 
A 2013-as Gezi parki tüntetések alkalmával Shafak azt mondta, hogy a török állampolgárok elvesztették a bizalmukat a kormányban.
Shafak 2009 decemberétől 2013 májusáig a Habertürk című török napilapban írt rovatot. 2009 decemberétől 2013 májusáig az Európai Külkapcsolati Tanács alapító tagja.
Körülbelül 2016 és 2018 között a DiEM25 koordinációs kollektíva tagja volt. 2017 szeptemberében ő tartotta a 17. Berlini Nemzetközi Irodalmi Fesztivál megnyitó beszédét. 2017-ben a Nemzetközi Booker-díj zsűrijének tagjává nevezték ki. Két évvel később a 10 Minutes 38 Seconds in this Strange World című angol nyelvű regénye a Brit Irodalmi Díj és az RSL Ondaatje-díj jelöltjei közé került, és a Blackwell's Book of the Year (Az év könyve) lett. A szerelem negyven szabálya felkerült a BBC világunkat formáló 100 regényt tartalmazó listájára. Az építészinas-t beválasztották Cornwall hercegnéjének első könyvklubjába, a The Reading Roomba. Legutóbbi műve, Az eltűnt fák szigete a British Book Awards, a Costa Books Awards, az RSL Ondaatje-díj és a Women's Prize for Fiction díj jelöltjei közé került.
Shafak 2017-ben a skót művésznő, Katie Paterson Future Library című művészeti projektjéhez írt hozzájárulást. A mű 2114-ben jelenik meg egy 100 szövegből álló antológiában. Addig a kéziratot kiadatlanul és olvasatlanul őrzik az oslói Deichman Közkönytárban. Shafak hozzájárulásának címe The Last Taboo (Az utolsó tabu).
Shafak a Royal Society of Literature tagja és alelnöke. A BBC a 2021-es év 100 legbefolyásosabb női közé választotta. Tagja volt a Világgazdasági Fórum kreatív gazdasággal foglalkozó Globális Menetrend Tanácsának és alapító tagja az ECFR-nek (Európai Külkapcsolati Tanács). A nők jogainak, az LMBTQ+ jogoknak és a véleménynyilvánítás szabadságának szószólója, Shafak inspiráló nyilvános előadó és kétszeres TED Global Speaker. Számos országban publikál, és a Chevalier de l'Ordre des Arts et des Lettres lovagrenddel tüntették ki. A Politico portál 2017-ben beválasztotta őt a tizenkét olyan ember közé, "akik adnak egy kis szükséges bátorítást". Számos irodalmi díj zsűritagja, köztük a PEN Nabokov-díjé, és a Wellcome-díj elnöke. Nemrégiben Shafakot a Halldór Laxness Nemzetközi Irodalmi Díjjal tüntették ki "a történetmesélés művészetének megújításához való hozzájárulásáért".
A Şafak álnév (törökül "hajnal") édesanyja keresztneve, akivel gyerekkorában többek között Ankarában élt, és akit abla (nagytestvér) néven szólított. "A kapcsolat apámmal nagyon törékeny volt. [...] Én [...] voltam a sötét folt az életében" - mondja a szerző.
Elif Shafak házastársa Eyüp Can Sağlık török újságíró. A házaspárnak egy lánya és egy fia van (2006-ban és 2008-ban születtek), a család Nagy-Londonban él.

## Kitüntetések
- 2010: Chevalier de l'Ordre des Arts et des Lettres
- 2017: Ehrenpreis des österreichischen Buchhandels für Toleranz in Denken und Handeln (Az osztrák könyvkereskedelem tiszteletdíja a toleranciáért a gondolkodásban és a cselekvésben)[16]
- 2021: Halldór-Laxness Irodalmi Díj „a történetmesélés művészetének megújításához való hozzájárulásáért“

## Könyvei
Törökül
- Kem Gözlere Anadolu, Evrensel 1994, ISBN 975-7837-29-6
- Pinhan, Metis 1997, ISBN 975-342-297-0
- Şehrin Aynaları, Metis 1999, ISBN 975-342-298-9
- Mahrem, Metis 2000, ISBN 975-342-285-7
- Bit Palas, Metis 2002, ISBN 975-342-354-3
- Beşpeşe, Metis 2004, ISBN 975-342-467-1 (Murathan Mungan(wd), Faruk Ulay(wd), Celil Oker(wd) és Pınar Kür(wd))
- Med-Cezir, Metis 2005, ISBN 975-342-533-3
- Siyah Süt, Doğan 2007, ISBN 978-975-991-531-5
- Kağıt Helva, Doğan 2010, ISBN 978-605-111-426-2
- Firarperest, Doğan 2010, ISBN 978-605-111-902-1 (illusztrálta M.K. Perker(wd)).
- Şemspare, Doğan 2012, ISBN 978-605-09-0799-5 (illusztrálta M.K. Perker).
- Sakız Sardunya, 2014, Doğan, ISBN 978-605-09-2291-2
- Havva'nın Üç Kızı, Doğan 2016, ISBN 978-605-09-3537-0
- Sanma ki Yalnızsın, Doğan 2018, ISBN 978-605-095-146-2
- On Dakika Otuz Sekiz Saniye, Doğan 2018, ISBN 978-605-096-309-0
- Aşkın Kırk Kuralı , Doğan Novus 2019, ISBN 978-605-095-864-5
- Bölünmüş Bir Dünyada Akıl Sağlığımızı Nasıl Koruruz, Doğan 2022, ISBN 978-625-821-547-2
- Kayıp Ağaçlar Adası, Doğan 2023, ISBN 978-625-684-315-8

Angolul
- The Saint of Incipient Insanities, Farrar, Straus and Giroux 2004, ISBN 0-374-25357-9
- The Bastard of Istanbul, Viking Adult 2006, ISBN 978-0-670-03834-3 Metis 2006
- The Forty Rules of Love: A Novel of Rumi, Viking Adult 2010, ISBN 978-0-670-02145-1
- Honour, 352 S., Viking 2012, ISBN 0-670-92115-7
- The architect's apprentice. Viking, New York/London 2014, ISBN 978-0-241-00491-3
- Three Daughters of Eve. Viking, 2016, ISBN 978-0-241-28804-7
- 10 Minutes 38 Seconds in this Strange World, Viking 2019, ISBN 978-0-241-29386-7
- How to Stay Sane in a World of Division. 2020 Profile Books, London, ISBN 978-1-78816-572-3
- The Island of Missing Trees. Viking London 2021, ISBN 1-63557-859-0
- Three Daughters of Eve. Viking London 2016, ISBN 978-024-128-804-7
- 10 Minutes 38 Seconds in This Strange World. Viking 2019, ISBN 978-024-129-386-7
- How to Stay Sane in an Age of Division. Viking 2020, ISBN 978-178-816-572-3
- The Island of Missing Trees. Viking 2021, ISBN 978-024-143-499-4
- There Are Rivers in the Sky. Viking 2024, ISBN 978-024-143-501-4

### Magyarul megjelent
- Fekete tej (Siyah Süt) – Jószöveg Műhely, Budapest, 2011 · ISBN 978-615-5009-19-8 · Fordította: Sipos Kata
- A város tükrei (Şehrin Aynaları) – Európa, Budapest, 2012 · ISBN 9789630793858 · Fordította: Nagy Marietta
- Becsület (İskender) – Európa, Budapest, 2013 · ISBN 9789630796354 · Fordította: Nagy Marietta, Csáki-Sipos Kata
- Az isztambuli fattyú (Baba ve Piç) – Európa, Budapest, 2015 · ISBN 9789634053248 · Fordította: Nagy Marietta, Csáki-Sipos Kata, N. Kiss Zsuzsa
- Az építészinas (Ustam ve Ben) – Európa, Budapest, 2015 · ISBN 9789634053224 · Fordította: Nagy Marietta, Csáki-Sipos Kata
- Éva három lánya (Havva'nın Üç Kızı) – Európa, Budapest, 2017 · ISBN 9789634057048 · Fordította: Csáki-Sipos Kata, Nagy Marietta
- 10 perc 38 másodperc (On Dakika Otuz Sekiz Saniye) – Európa, Budapest, 2019 · ISBN 9789635041282 · Fordította: Nagy Marietta, Csáki-Sipos Kata
- A szerelem 40 szabálya (Aşk) – Európa, Budapest, 2020 · ISBN 978-963-504-088-9 · Fordította: Csáki-Sipos Kata, Nagy Marietta
- A bolhapalota (Bit Palas) – Európa, Budapest, 2022 · ISBN 9789635045846 · Fordította: Nagy Marietta, Csáki-Sipos Kata
- Az eltűnt fák szigete (Kayıp Ağaçlar Adası) – Európa, Budapest, 2022 · ISBN 978-963-504-532-7 · Fordította: Csáki-Sipos Kata, Nagy Marietta
- Muskátli (Sakız Sardunya) – Európa, Budapest, 2024 · ISBN 9789635048960 · Fordította: Nagy Marietta, Sipos Kata
- Folyók vannak az égben (There Are Rivers in the Sky) – Európa, Budapest, 2024 · ISBN 9786151060643· Fordította: Nagy Marietta, Sipos Kata

## Fordítás
- Ez a szócikk részben vagy egészben  az   Elif Shafak című német Wikipédia-szócikk fordításán alapul.  Az eredeti cikk szerkesztőit annak laptörténete sorolja fel. Ez a jelzés csupán a megfogalmazás eredetét és a szerzői jogokat jelzi, nem szolgál a cikkben szereplő információk forrásmegjelöléseként.